# قيقب زيتوني
قيقب زيتوني (الاسم العلمي:Acer olivaceum) هو نوع من النباتات يتبع جنس القيقب من الفصيلة الصابونية.